# Lödöse konvent
Lödöse konvent låg i den medeltida staden Lödöse, ca 1 mil söder om Lilla Edet i Västergötland.
Klostret upprättades 1243 av tiggarorden dominikanerna. Klostret utvidgades 1349 och 1499. Det återstår idag som Santa Maria kyrkoruin i Sankt Peders församling.